# Goosey
Goosey – wieś i civil parish w Anglii, w Oxfordshire, w dystrykcie Vale of White Horse. W 2011 roku civil parish liczyła 135 mieszkańców. Goosey jest wspomniana w Domesday Book (1086) jako Gosei.